# A.C.R.D. Acicatena
Associazione Calcio Dilettantistica Acicatena 1973 là một câu lạc bộ bóng đá Ý có trụ sở tại Aci Catena, Sicily. Đội bóng hiện tại thi đấu ở Promozione Sicilia. Màu sắc của đội là trắng và đỏ.